# Isidora Stevenson
Isidora Stevenson (Los Ángeles, 1981) es una dramaturga, directora y actriz chilena.

## Biografía
Nacida en Los Ángeles, en 2002 Stevenson se licenció en Artes con mención en Teatro y Actriz por la Universidad ARCIS.
En 2005 cofunduó Teatro La Nacional donde dirigió Little Medea (2006), Hans Pozo (2007), Safe (2009) y Fábula del niño y los animales que se mueren (2012).
En 2015 fue elegida entre los jóvenes líderes de la Revista El Sábado de El Mercurio. Ocho años más tarde, junto al psiquiatra y dramaturgo Marco Antonio de la Parra, fue directora artística de la XIX Muestra Nacional de Dramaturgia en 2020.
En 2022 ganó el Premio Mejores Obras Literarias Publicadas en la categoría Dramaturgia por la obra Informe de una mujer que arde Ese mismo año ganó el Premio Nuez Martín de la Pontificia Universidad Católica de Chile por su obra Niebla, convirtiéndose en la quinta mujer en recibirlo.
Stevenson se ha desempeñado como profesora de actuación y dirección de actores y actrices en diversas escuelas de cine y teatro de Chile.